# Talár
Talár je zvláštní splývavé roucho sahající až ke kotníkům (lat. talus = kotník). Používá se mj. jako liturgické roucho ve většině evangelických církví, jako obřadní roucho při akademických slavnostech (např. promoce) nebo jako služební či stavovský oděv soudců, státních zástupců a advokátů.

## Taláry v české justici

### Historie

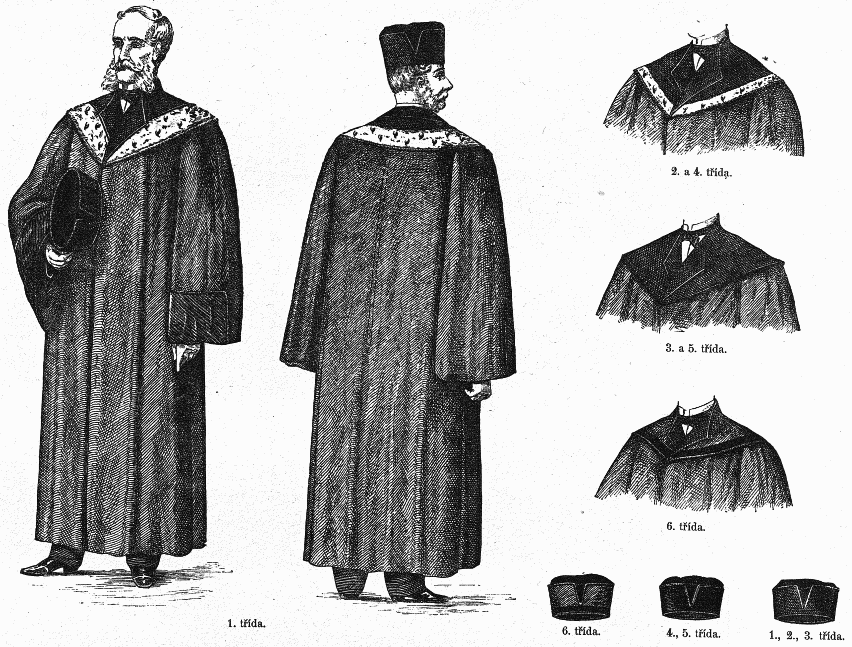
Soudcovský talár od roku 1897

Soudci a státní zástupci nosili při všech soudních jednáních tzv. roucho úřední, které se skládalo z černého taláru a z černého baretu, ten se ale nasazoval na hlavu jen při vyhlašování rozsudku, nebo pokud byl někdo brán do přísahy. Samotné zdobení bylo u soudců provedeno fialovým sametem a rozlišovalo se na šest tříd, podle toho v jaké funkci daný soudce působil (předseda, místopředseda a předsedové senátů nejvyššího soudu a předsedové vrchních zemských soudů nosili kromě sametu i hermelín). Odlišnou barvu zdobení svých talárů pak měli soudci nejvyššího správního soudu (tmavě zelenou) a státní zástupci (světle červenou). Od roku 1927 byl na taláru navíc umístěn odznak s malým státním znakem, starořímskými fasces a lipovými lístky.
Advokáti úřední oděv používali mezi lety 1904 až 1948, kdy jim bylo přiznáno oprávnění ho nosit. Byl tehdy celočerný, neboť talár byl zdoben černým sametem. Obdobně jako soudci měli baret nasazovat na hlavu jen při vyhlašování rozsudku, nebo pokud byli bráni do přísahy.

### Současnost
Soudci nosí talár s fialovým lemováním (soudci Nejvyššího soudu s modrým), státní zástupci s tmavě červeným a advokáti se světle modrým. Zatímco ale soudci a státní zástupci ho nosí povinně při každém soudním jednání, advokáti jen v trestních věcech a u Nejvyššího soudu, Nejvyššího správního soudu a Ústavního soudu.
Povinnost nosit talár byla zavedena pro advokáty teprve roku 2009 a byla i proto jako nezvyklá novinka předmětem ústavní stížnosti ze strany jednoho z nespokojených advokátů, ta však byla neúspěšná. Podle Ústavního soudu bylo znovuzavedení advokátského taláru především návratem k dlouhodobé tradici, přetržené událostmi roku 1948, kdy byl advokátům talár v souvislosti se „zlidověním soudnictví“ odňat. Navíc, „maje pak tuto uniformu či dres na sobě, každý její nositel spíše pocítí význam okamžiku, pro který si talár oblékl a své úlohy při něm, jakož i cti profese, k níž přísluší a kterou reprezentuje“. Proto povinnost nosit talár při úkonech, které to svým významem odůvodňují, „souvisí i s hodnotami skrytějšími a svým významem pouhý vnější efekt daleko přesahujícími“. Tento náhled podpořil i Nejvyšší správní soud, který povinnost advokátů nosit talár při určitých soudních jednáních neshledal rozpornou s právem na svobodný výkon povolání.

## Galerie

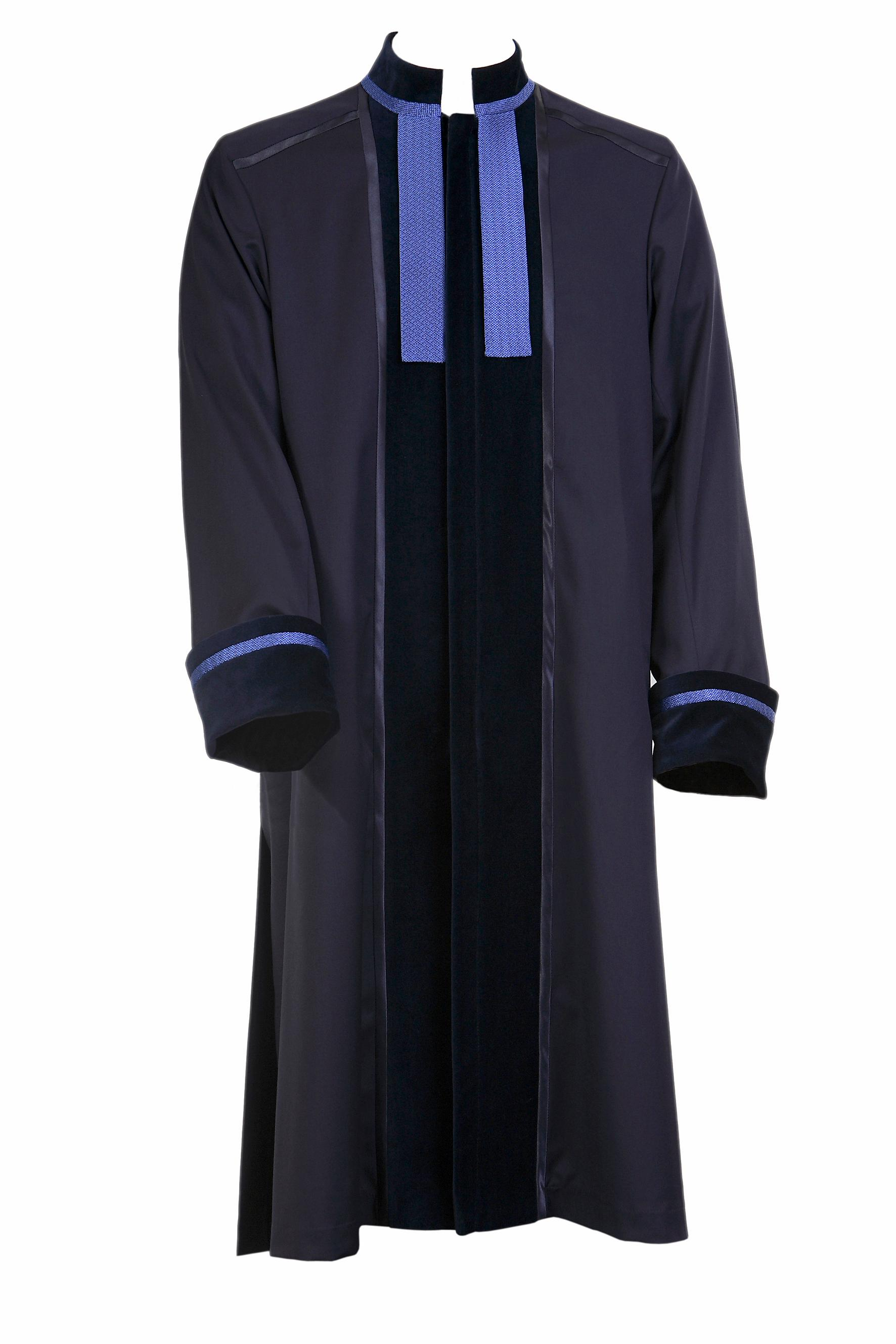
Talár advokáta
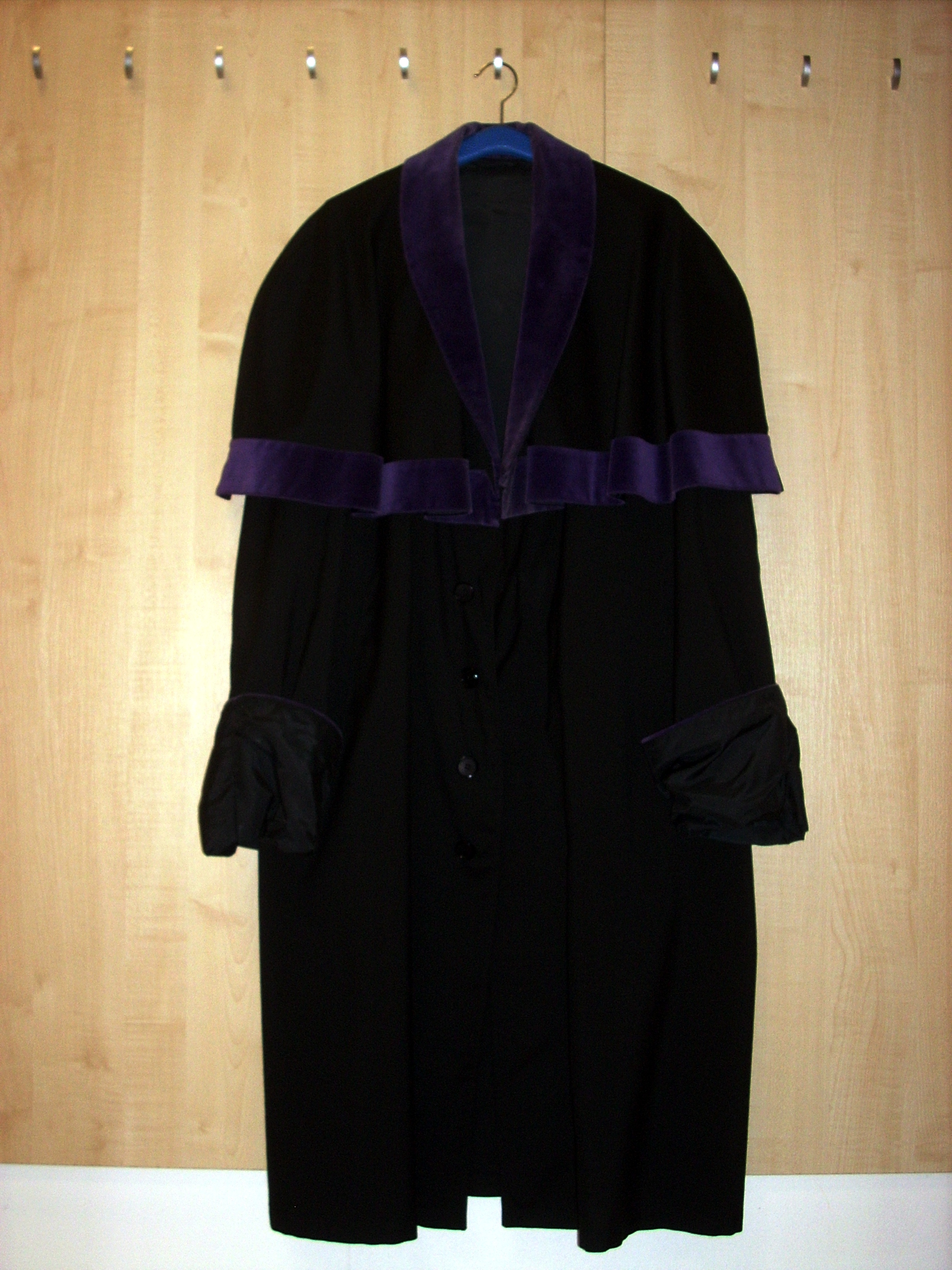
Talár soudce
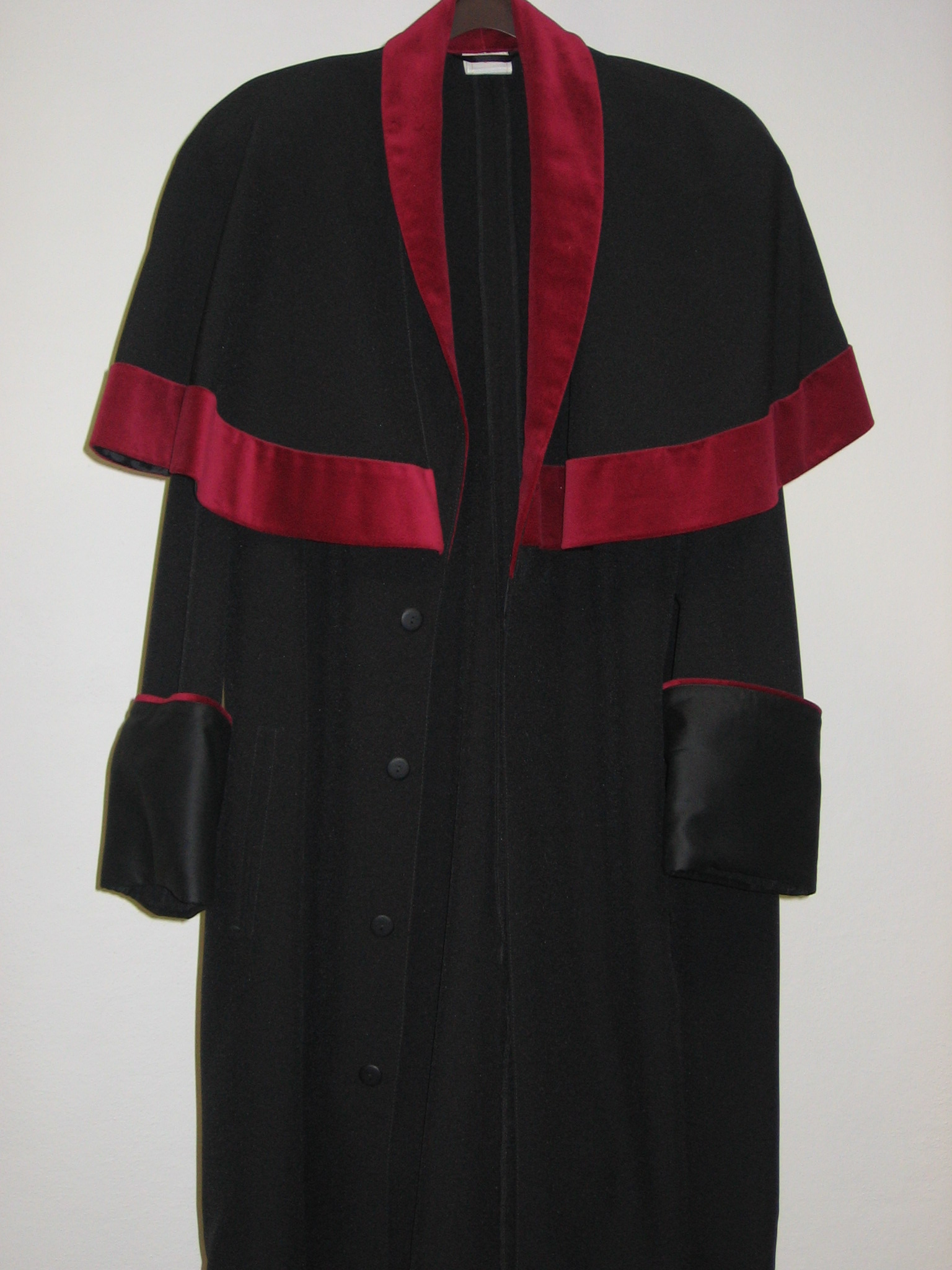
Talár státního zástupce
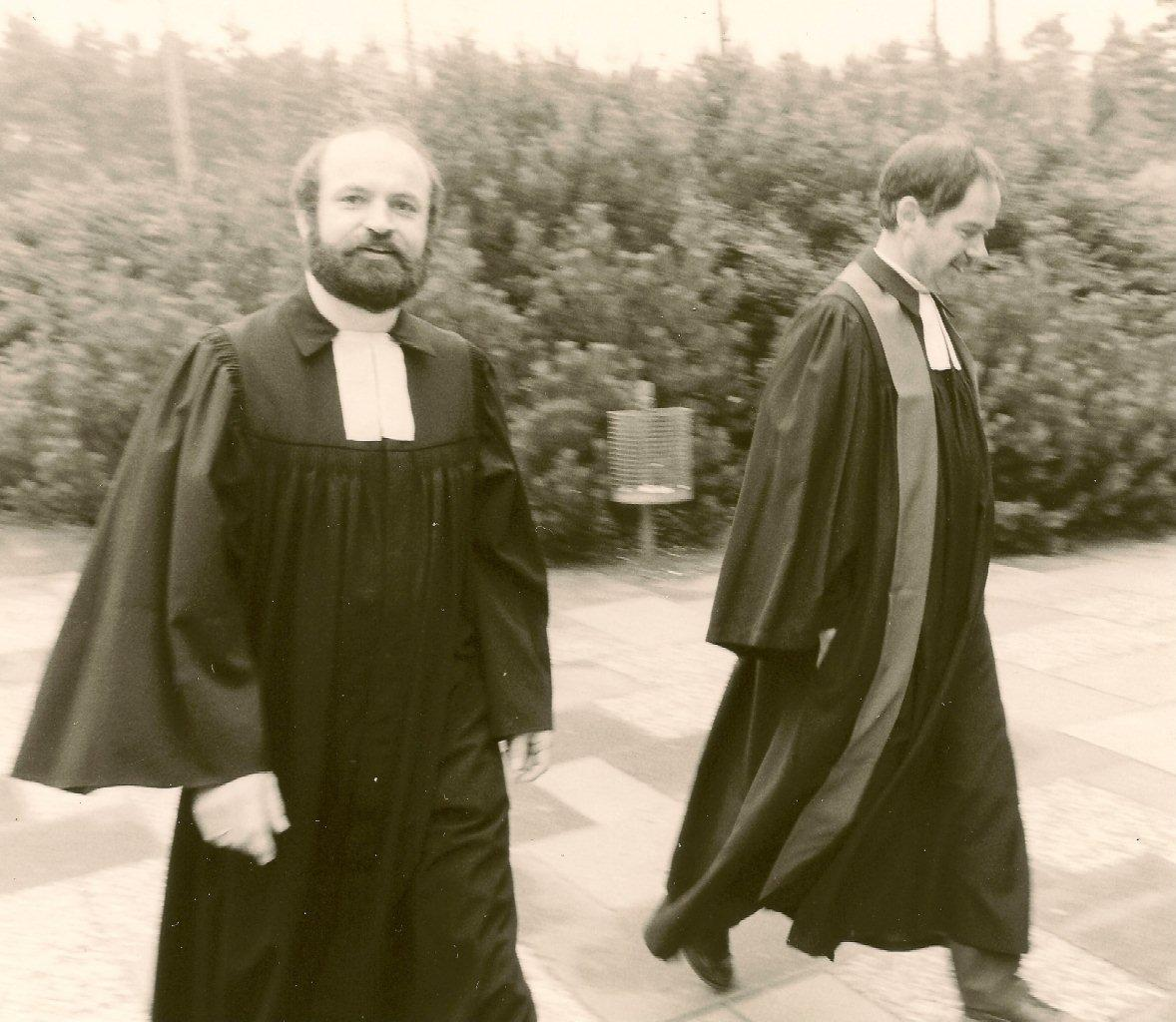
Evangeličtí duchovní v taláru s tabulkami (lidově luteráku)
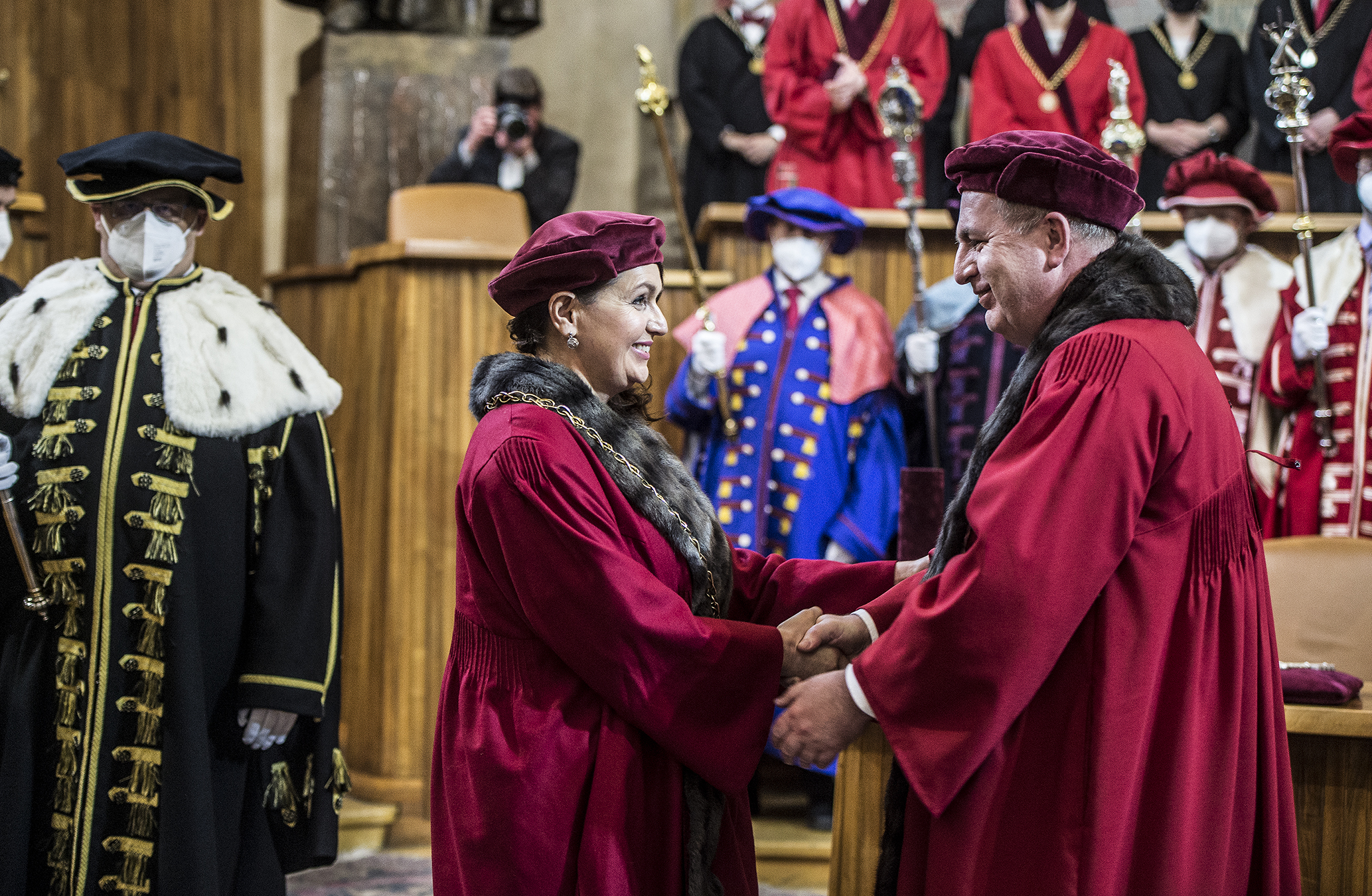
Inaugurace rektorky Univerzity Karlovy Mileny Králíčkové v Karolinu